# Wasilij Osipow (lotnik)
Wasilij Nikołajewicz Osipow (ros. Василий Николаевич Осипов, ur. 17 grudnia?/30 grudnia 1917 w Piotrogrodzie, zm. 16 lipca 1991 w Leningradzie) – radziecki lotnik wojskowy, dwukrotny Bohater Związku Radzieckiego (1942 i 1944).

## Życiorys
Urodził się w rodzinie robotniczej. Od 1937 służył w Armii Czerwonej, w 1940 ukończył czkałowską wojskową szkołę lotniczą, podczas wojny z Niemcami uczestniczył w walkach na Froncie Południowym i Południowo-Zachodnim jako dowódca klucza, zastępca dowódcy i dowódca eskadry lotnictwa dalekiego zasięgu. Od 1942 należał do WKP(b), w okresie od 1 marca 1942 do listopada 1943 wykonał 267 nocnych lotów bojowych i 8 dziennych, prowadząc naloty na siłę żywą i technikę wroga. Łącznie podczas wojny wykonał ok. 400 lotów bojowych. Po wojnie ukończył wyższą szkołę oficerską, później pełnił wiele funkcji dowódczych w Siłach Wojskowo-Powietrznych, w 1954 został zwolniony do rezerwy ze względu na stan zdrowia.

## Odznaczenia
- Złota Gwiazda Bohatera Związku Radzieckiego (dwukrotnie - 20 czerwca 1942[1] i 13 marca 1944)
- Order Lenina (1942)
- Order Czerwonego Sztandaru (dwukrotnie - 1941 i 1943)
- Order Aleksandra Newskiego (1945)
- Order Wojny Ojczyźnianej I klasy (1985)

I medale.